# Frederikshavnkredsen
Frederikshavnkredsen er en opstillingskreds i Nordjyllands Storkreds. Fra 1849 til 1919 var kredsen en valgkreds. I 1920-1970 var kredsen en opstillingskreds i Hjørring Amtskreds. I 1971-2006 var kredsen en opstillingskreds i Nordjyllands Amtskreds.
I 2007 fik kredsen tilført den tidligere Sæby Kommune for den nedlagte Sæbykredsen. Herefter består kredsen af Læsø Kommune og Ny Frederikshavn Kommune.
Kredsen består pr. 18. juni 2015 af følgende kommuner og valgsteder:
1. Frederikshavn Kommune
  1. Skagen
  2. Hulsig
  3. Ålbæk
  4. Jerup
  5. Elling
  6. Strandby
  7. Frederikshavn Nord
  8. Frederikshavn Midt
  9. Frederikshavn Syd
  10. Ravnshøj
  11. Gærum
  12. Sæby
  13. Brønden
  14. Dybvad
  15. Hørby
  16. Præstbro
  17. Thorshøj
  18. Understed
  19. Voerså
  20. Volstrup
  21. Østervrå
  22. Lyngså
2. Læsø Kommune
  1. Læsø

## Før 2007
Den 8. februar 2005 var der 36.858 stemmeberettigede vælgere i kredsen.
Kredsen rummede i 2005 flg. kommuner og valgsteder::
1. Frederikshavn Kommune
  1. Elling
  2. Frederikshavn Midt
  3. Frederikshavn Nord
  4. Frederikshavn Syd
  5. Gærum
  6. Jerup
  7. Ravnshøj
  8. Strandby
2. Læsø Kommune
  1. Byrum
  2. Vesterø Havn
  3. Østerby Havn
3. Skagen Kommune
  1. Hulsig
  2. Skagen
  3. Ålbæk

## Folketingskandidater pr. 25/11-2018
Valgkredsens kandidater for de pr. november 2018 opstillingsberettigede partier
| Liste | Parti                       | Kandidat             | Bemærk |
| ----- | --------------------------- | -------------------- | ------ |
| A     | Socialdemokratiet           | Bjarne Laustsen      |        |
| B     | Radikale Venstre            | Kasper Bagnkop       |        |
| C     | Det Konservative Folkeparti |                      |        |
| D     | Nye Borgerlige              |                      |        |
| F     | Socialistisk Folkeparti     | Allan Norré Pedersen |        |
| I     | Liberal Alliance            |                      |        |
| O     | Dansk Folkeparti            | Bent Bøgsted         |        |
| V     | Venstre                     | Henrik Buchhave      |        |
| Ø     | Enhedslisten                | Poul-Erik Andersen   |        |
| Å     | Alternativet                |                      |        |